# War-N Harrison
War-N Harrison (ur. 9 grudnia 1970 w Shoreham w Anglii) - członek trip hopowego duetu Hungry Lucy. W zespole zajmuje się pisaniem utworów, produkcją, programowaniem, "kręceniem gałkami", oprawą graficzną i sprawami związanymi z internetem. Jest założycielem zespołu, szukając wokalistki do utworu Blue Dress na tribute album Depeche Mode spotkał Christę i zaproponował jej współpracę.